# Rochelia retrosepala
Rochelia retrosepala är en strävbladig växtart som beskrevs av Khat. Rochelia retrosepala ingår i släktet Rochelia och familjen strävbladiga växter. Inga underarter finns listade i Catalogue of Life.